# 271 Penthesilea
271 Penthesilea è un asteroide della fascia principale del diametro medio di circa 57,93 km. Scoperto nel 1887, presenta un'orbita caratterizzata da un semiasse maggiore pari a 3,0058574 UA e da un'eccentricità di 0,0989453, inclinata di 3,53492° rispetto all'eclittica.
Il suo nome è dedicato a Pentesilea, una figura della mitologia greca, figlia di Ares e di Otrera, regina delle Amazzoni.